# Josef B. Michl
Josef B. Michl (1. července 1918 Suchohrdly u Znojma – 5. dubna 2001 Brno) byl český vysokoškolský pedagog, literární vědec a překladatel z norštiny, švédštiny a němčiny.

## Život
Po absolvování gymnázia ve Znojmě začal roku 1937 studovat němčinu a latinu na Filozofické fakultě Univerzity Karlovy. Studium ukončil roku 1946 a získal titul doktora filozofie (PhDr.). Jeho pobyt v Norsku roku 1947 jej ovlivnil natolik, že se začal zajímat o skandinávské jazyky, kulturu a literaturu.
Řadu let působil jako středoškolský profesor a vysokoškolský lektor jazyků. Roku 1962 začal trvale pracovat na Filozofické fakultě Univerzity Jana Evangelisty Purkyně v Brně (dnes opět Masarykova univerzita). Zde roku 1966 získal na katedře germanistiky a nordistiky hodnost docenta a roku 1992 byl jmenován vysokoškolským profesorem. V letech 1969-1971 působil jako lektor češtiny na univerzitě v Uppsale. Vystupoval také jako propagátor norsko-československých vztahů a v roce 1992 mu byla udělena norským králem Medaile svatého Olafa.
Ve své odborné činnosti se zabýval hlavně problematikou norské dvoujazyčnosti, osobností Bjørnstjerna Bjørnsona a historií Nobelovy ceny za literaturu. Kromě monografií a předmluv je autorem řady článků a úvah (například studie o Franzi Kafkovi a jeho recepci ve Skandinávii). Jeho překladatelské dílo zahrnuje především překlady z norštiny a švédštiny, překládal ale i do severských jazyků. Roku 1970 se s Birgerem Normanem podílel na vzniku antologie české a slovenské poezie ve švédštině, roku 1984 připravil společně s Östenem Sjöstrandem výbor z díla Jaroslava Seiferta.
Josef B. Michl zemřel roku 2001 a je pochován na Ústředním hřbitově v Brně.

## Výběrová bibliografie

### Překlady

#### Překlady z norštiny
- 1960 - Johan Bojer: Lidé u moře.
- 1972 - Bjørnstjerne  Bjørnson: Selské povídky, společně s Boženou Köllnovou-Ehrmannovou.
- 1977 - Jens Bjørneboe: Milovníci ptactva.
- 1978 - Cora Sandelová: Cukrárna u Kranů.
- 1982 - Finn Alnæs: Kolos.
- 1993 - Bjørg Viková: Dcery.
- 1994 - Johan Bojer: Poslední viking.

#### Překlady ze švédštiny
- 1960 - Artur Lundkvist:  Agadir, společně s Antonínem Přidalem.
- 1967 - Artur Lundkvist: Okamžiky a vlny.
- 1979 - Birger Norman: Slunce, co po mně chceš?.
- 1987 - Edith Södergranová: Země, která není.
- 1990 - Östen Sjöstrand: Znamení Vodnáře.
- 1994 - Carl Michael Bellman: Sestry, bratří - číše výše!.

#### Překlady z němčiny
- 1973 - Johannes R. Becher: Bílý zázrak.

### Uspořádané antologie
- Tingens rätta namn (1970), antologie české a slovenské poezie ve švédštině, společně s Birgerem Normanem.
- Severské léto (1977), antologie severské poezie (včetně překladu).
- Kamp med ängeln (1984), výbor z díla Jaroslava Seiferta, společně s Östenem Sjöstrandem.
- Sedm životů (1987), antologie severských novel (včetně překladu).

### Vlastní práce
- Dějiny a dnešní užívání obou norských jazyků (1951).
- Bjørnstjerne Bjørnson a Slováci (1970).
- Björnson a Československo (1993).
- Laureatus laureata (1995), nositelé Nobelovy ceny za literaturu 1901-1994 a čeští kandidáti.